# Османова, Ленара
Ленара Османова (крымскотат. Lenara Osmanova, укр. Ленара Османова; род. 7 мая 1986, Ташкент, Узбекская ССР, СССР) — крымскотатарская певица. Заслуженная артистка Украины с 2017 года и заслуженная артистка Автономной Республики Крым с 2007 года.

## Биография
Родилась 7 мая 1986 года в Ташкенте. Её отец был инженером, а мать учительницей по музыке. В 1991 году Ленара переехала в Симферополь. Там она приняла участие в конкурсе «Крымские звездочки-91», став победительницей. 
Окончила с отличием Симферопольскую школу искусств по специальности «музыкальное искусство и хореография», Киевский государственный колледж эстрадного и циркового искусства по специальности «эстрадный вокал» и Государственную академию управляющих кадров культуры и искусств, став магистром вокально-педагогических дисциплин.
С 1996 года является действительным членом Малой академии искусств Крыма. За активное участие в культурной жизни Украины и высокий профессионализм неоднократно награждалась государственными наградами крымских и киевских властей: Национальным фондом «Украина детям» в рамках программы «Одаренные дети Украины», благодарностью мэра Киева, а также Почетной грамотой Президиума Верховной Рады Автономной Республики Крым.
В 1997 году стала финалисткой программы «Утренняя звезда» в Москве, в 1998 году — «Маленькие звездочки» в Санкт-Петербурге.
В 2003 году стала лауреатом первой премии международного конкурса «Свет музыки» во Флоренции (Италия), в 2006 году — обладательницей Гран-при международного фестиваля этнической культуры на Сицилии, лауреатом первой премии международного конкурса «Звездный спринт» в Италии, лауреатом второй премии и обладательницей золотого диска конкурса «Бенджио-фестиваль» в Беневенто.
В 2007 году состоялась презентация первого альбома певицы «Красивый Крым», состоящего из 10 песен на крымскотатарском, украинском и русском языках. В этом же году Ленара представила поклонникам свою первую сольную программу на первом концерте в родном Симферополе.
В 2009 году стала финалисткой украинского национального отбора на конкурсе «Евровидение-2009», где выступала с песней «Flash».
За много лет творчества Ленара объездила с гастролями более 25 стран мира, среди которых США, страны Европы, Катар, Индонезия и многие другие. Известна также как исполнительница танцев народов мира, актриса театра (спектакль «Чайка по имени Джонатан») и кино («Татарский триптих», «Я все отдам песне», «Звезда рождается в полночь», «Танец»).
В 2012 году Ленара Османова стала лауреатом и обладательницей Гран-при конкурса имени Шульженко в Харькове, а в 2015 году — лауреатом и обладательницей Гран-при конкурса «Шлягер Rock-2015» в Киеве.
В июле 2013 года артистка выпустила второй альбом под названием «Небесный герой», состоящий из 12 композиций также на трех близких певице языках. Презентация альбома прошла в Киеве и Крыму.
В июле 2015 года в Киеве в Театре имени Леся Курбаса состоялась премьера спектакля «Dim=Ev=Home», в котором Ленара сыграла главную роль — дочь крымского хана.
30 марта 2015 года в Киеве в Национальном дворце искусств «Украина» состоялся большой сольный концерт певицы.
25 октября 2016 года в Киеве в концертном зале «Carribean Club» состоялся юбилейный концерт-спектакль «По нотам судьбы».
В 2017 году Указом Президента Украины получила звание «Заслуженная артистка Украины». В 2018 году состоялась презентация сольных программ «Стихи и музыка души» и «Берабер», в которых вошли крымскотатарские и украинские народные, а также авторские песни. В 2019 году Ленара Османова вошла в ТОП-100 национальной премии «Гордость и Краса Украины».